# STS-35
STS-35 är det 38:e uppdraget i NASAs rymdfärjeprogram och det 10:e i ordningen för rymdfärjan Columbia. Den sköts upp från Pad 39B vid Kennedy Space Center i Florida den 2 december 1990. Efter nästan nio dagar i omloppsbana runt jorden återinträdde rymdfärjan i jordens atmosfär och landade vid Edwards Air Force Base i Kalifornien.
Flygningens huvuduppgift var astronomiska observationer.

## Uppdragets start och landning

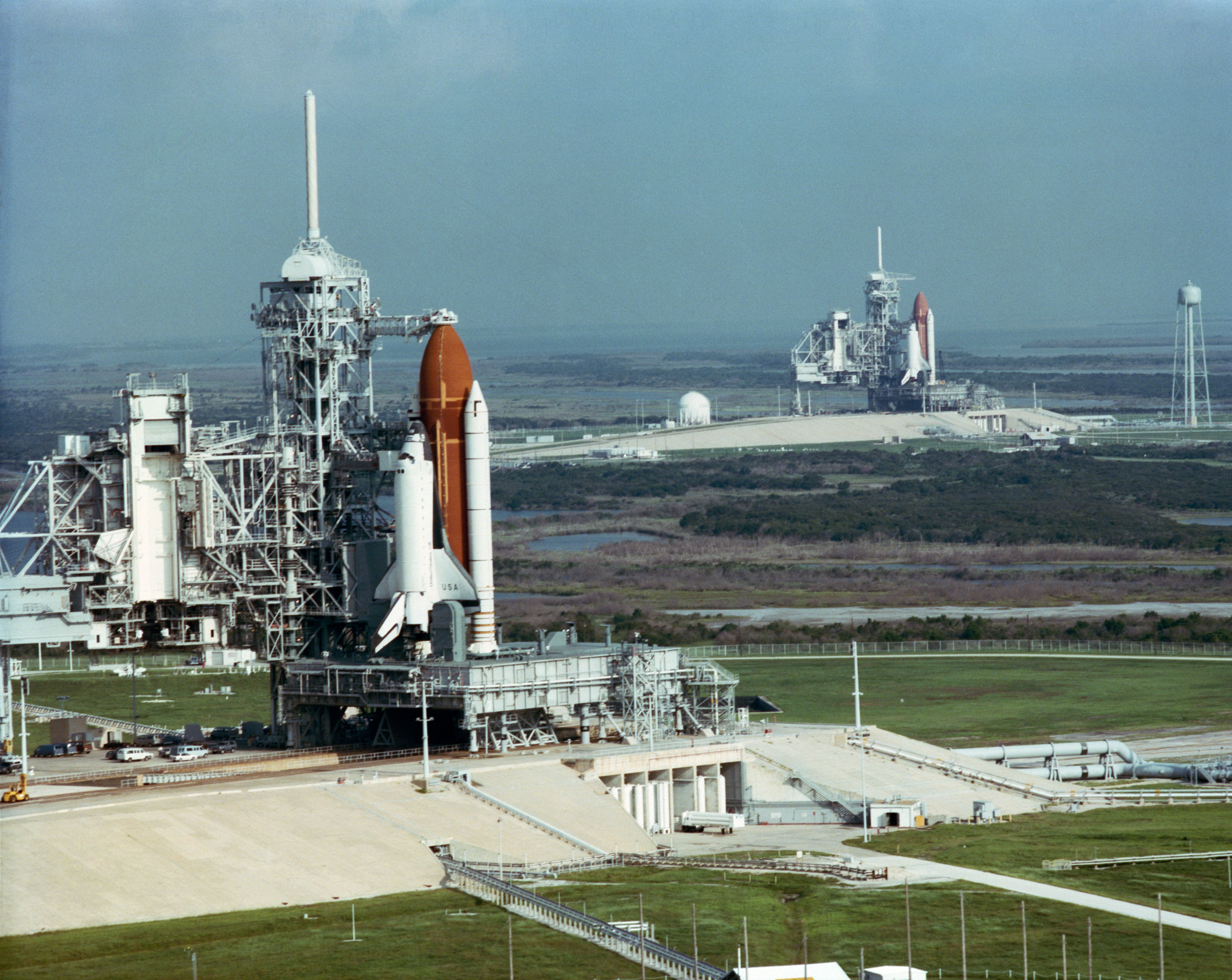
Columbia i förgrunden och Discovery i bakgrunden

Starten var ursprungligen planerad till den 16 maj 1990 från startplatta 39A vid Kennedy Space Center i Florida. På grund av ett fel i kylsystemet ändrades starten till den 30 maj. Vid tankningen inför starten den 30 maj upptäcktes två mindre och ett större läckage som inte gick att åtgärda på platsen, så skytteln fick transporteras tillbaka från startplattan.
Den 9 augusti rullades Columbia ut till startplatta 39A för andra gången. Starten var planerad till den 1 september. Två dagar före start gick en del av BBXRT-teleskopet sönder och fick bytas ut. Startdatumet ändrades då till den 6 september. Vid tanking upptäcktes höga halter av vätgas i skytteln och startdatum ändrades än en gång. Efter att skadade delar bytts ut planerades starten till den 18 september. Denna start försenades än en gång på grund av läckage vid tankning.
Den 8 oktober flyttades Columbia till startplatta 39B för att ge plats för Discovery STS-41. På grund av en tropisk storm flyttades Columbia än en gång från startplattan. Den 14 oktober transporterades Columbia tillbaka till startplatta 39B, en lyckosam provtankning genomfördes den 30 oktober och en 21 minuter försenad start skedde den 2 december.
På grund av ett annalkande oväder vid den primära landningsplatsen landade Columbia den 11 december, en dag tidigare än planerat.

## Uppdragets mål

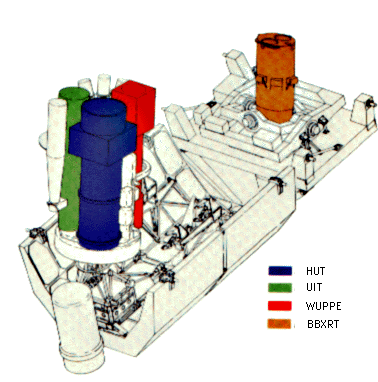
ASTRO-1

Det huvudsaklig målet var astronomiska observationer med ASTRO-1-plattformen, som ingår i Spacelabsystemet. ASTRO-1 bestod av fyra teleskop: Hopkins Ultraviolet Telescope (HUT), Wisconsin Ultraviolet Photo-Polarimeter Experiment (WUPPE), Ultraviolet Imaging Telescope (UIT), och Broad Band X-Ray Telescope (BBXRT).
Columbia förde även med sig Shuttle Amateur Radio Experiment (SAREX) för röst- och datatrafik med amatörradiostationer. SAREX fördes även med på STS-9 och STS-51.